# Kevin Rudd
Kevin Michael Rudd ['kɛvɪn ɹəd], född 21 september 1957 i Nambour i Queensland, är en australisk politiker som var Australiens premiärminister från december 2007 till juni 2010 samt från juni 2013 till september 2013. Han var sedermera Australiens utrikesminister under perioden 2010 till 2012. Han har varit ledamot av representanthuset i Australiens parlament för Australiens arbetarparti sedan 1998, där han representerar valkretsen Griffith i Queensland. Han var partiledare för Australiens arbetarparti från 2007 till 2010 samt ånyo från den 26 juni 2013 fram till hans omedelbara avgång den 13 september 2013.
I parlamentsvalet 2013 besegrades Rudd och Australiens arbetarparti. Han avgick som premiärminister den 18 september 2013.

## Tidigare liv och karriär
Rudd föddes i staden Nambour i Queensland och växte upp på en mjölkbondgård. Han gick med i det Australiska arbetarpartiet vid 15 års ålder och var kursetta på Nambour State High School 1974. Han avlade examen i asienstudier vid Australian National University med kinesiska och kinesisk historia som huvudämnen. År 1981 gifte han sig med Thérèse Rein och tillsammans har de tre barn. Kevin Rudd började vid utrikesdepartementet 1981, där han tjänstgjorde till 1988. Större delen av 1980-talet tillbringade han utomlands, posterad på ambassader i Stockholm och sedan i Peking i Kina. Från 1988 ledde han Wayne Goss’ (Queenslands oppositionsledare och sedermera regeringschef) medarbetarstab. När regeringen Goss avgick efter valet i Queensland 1995 anlitades Rudd som Kina-konsult av revisionsföretaget KPMG Australia.

## Politisk karriär och premiärminister
Rudd blev invald i Australiens parlament 1998 och blev 2001 partiets utrikespolitiske talesman. I december 2006 utmanade han dåvarande partiledaren Kim Beasly och blev övertog rollen som partiledare och oppositionsledare. Under Rudd lyckades partiet överta ledningen i opinionsmätningar från den sittande regeringskoalitionen (Liberal Party of Australia/National Party of Australia) ledd av John Howard. Rudd uttalade tydligt sin ståndpunkt i bland annat frågor om arbetsmarknad, klimatförändring, en ”utbildningsrevolution”, ett nationellt bredbandsnätverk och hälsovård. Arbetarpartiet vann 2007 års federala val, där det erövrade ytterligare 23 platser. Regeringen Rudds första åtgärder inbegrep undertecknande av Kyotoprotokollet och framförandet av en ursäkt till urbefolkningen för den stulna generationen. Större delen av den föregående regeringens arbetsmarknadslagstiftning monterades ned, Australiens återstående stridskrafter i Irakkriget drogs tillbaka, vårdsystemet reformerades och framtidskonferensen ”Australia 2020 Summit” hölls. Som svar på den världsomfattande finanskrisen antog regeringen ekonomiska stimulanspaket och Australien var ett av få västländer som undgick recessionen under den senare delen av 2000-talets första decennium.
Under Rudd åtnjöt Labour en lång period av höga opinionssiffror. En markant nedgång i väljarstödet skylldes på att en föreslagen skatt på vinster från exploatering av icke-förnyelsebara naturresurser och att systemet med utsläppsrättshandel, som avvisats av senaten, skjutits upp. Efter att ha utmanats av Julia Gillard om ledarskapet av Labour avgick Rudd som partiledare och premiärminister den 24 juni 2010, varefter nyval utlystes. Han ställde framgångsrikt upp i valet för en plats i parlamentet i valet som hölls den 21 augusti 2010. Den 14 september 2010 tillträdde han som utrikesminister i partikollegan Julia Gillards minoritetsregering. Han avgick från denna post den 22 februari 2012 efter att ha misslyckats med att utmana Julia Gillard om ledarskapet.

## Åter premiärminister
Den 26 juni 2013 valdes Rudd åter till partiledare för Australiens arbetarparti efter en omröstning bland partiets parlamentsledamöter som gav röstsiffrorna 57 för Rudd och 45 för den sittande partiledaren och premiärministern Julia Gillard, varför han också ansågs vara berättigad åter till titeln som premiärminister. Orsaken till omröstningen var låga popularitetssiffror för Australiens arbetarparti och Julia Gillard inför parlamentsvalet den 14 september 2013. Rudd tillträdde åter formellt som Australiens premiärminister den 27 juni 2013.